# Aqua Velva

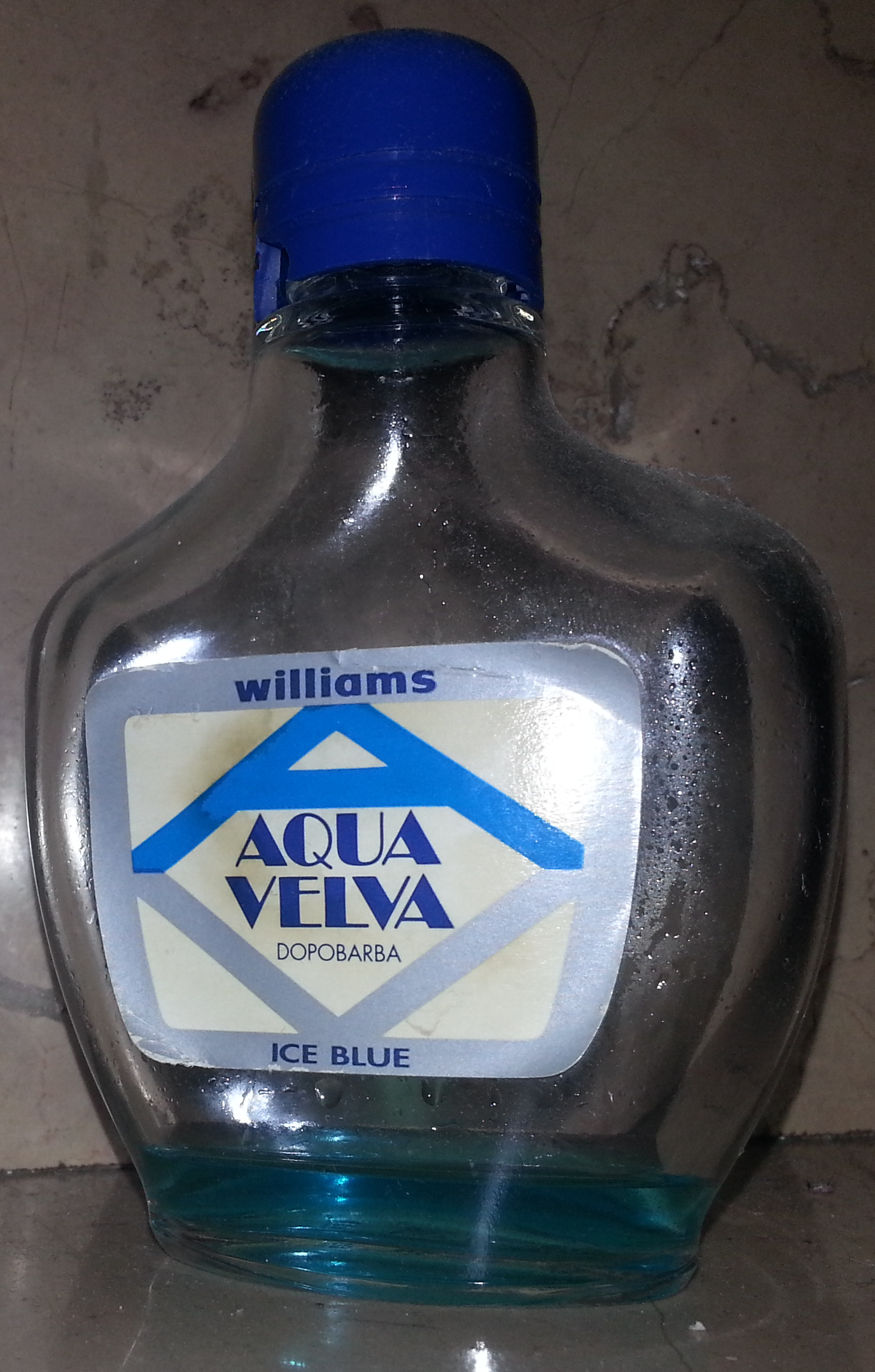
Bottiglia di vetro 100ml Aqua velva Williams

Aqua Velva è una linea di cosmetici per uomo. Il suo prodotto più conosciuto è il dopobarba ice blue, originariamente nato come collutorio nel 1929 dalla the JB Williams Company (in seguito rilevata dalla GlaxoSmithKline). Dal 2009, viene commercializzata in tutto il mondo tranne che in Italia dalla Combe Incorporated. Fra i prodotti venduti sotto il marchio Aqua Velva si possono ricordare Ice Blue, Ice Sport, e Musk aftershave.

## Storia
È una delle fragranze più vecchie fra quelle oggi in commercio. I marinai statunitensi durante la seconda guerra mondiale la usavano come sostituto di bevande alcoliche, grazie al suo alto contenuto di alcool. Successivamente è stato aggiunto un agente che dà un sapore amaro per scoraggiare il consumo alimentare (Benzoato di denatonio). Negli anni ottanta il serial killer Gary Ridgway creò un antisettico, ottenuto da un miscuglio di alcool e Aqua Velva, a suo dire utile a coprire l'odore del sangue e dei cadaveri.
Dal 1º febbraio 2010 la Combe Incorporated ha iniziato a produrre i prodotti Aqua Velva esclusivamente in bottiglie di plastica e non più nelle tradizionali bottiglie di vetro, dichiarando che la scelta è stata presa in base alle richieste dei consumatori e che non c'è alcun cambiamento nella formulazione del prodotto, ma solo nella confezione.